# Tokutaro Ukon
Tokutaro Ukon (Kobe, 23. rujna 1913. – 1944.) japanski je nogometaš.

## Klupska karijera
Igrao je za Kobe Club.

## Reprezentativna karijera
Za japansku reprezentaciju igrao je od 1934. do 1940. godine. Odigrao je 5 utakmice postigavši 1 pogodak.
S japanskom reprezentacijom Tokutaro Ukon je igrao na Olimpijskim igrama 1936.

## Statistika
| Japan  | Japan | Japan |
| Godina | Nas.  | Gol.  |
| ------ | ----- | ----- |
| 1934.  | 2     | 0     |
| 1935.  | 0     | 0     |
| 1936.  | 2     | 1     |
| 1937.  | 0     | 0     |
| 1938.  | 0     | 0     |
| 1939.  | 0     | 0     |
| 1940.  | 1     | 0     |
| Ukupno | 5     | 1     |

## Vanjske poveznice
- National Football Teams
- Japan National Football Team Database